# قلمرو تحت قیمومت جزایر اقیانوس آرام
قلمرو تحت قیمومت جزایر اقیانوس آرام یکی از سرزمین‌های تحت قیمومت سازمان ملل متحد بود که در منطقه جغرافیایی میکرونزی در اقیانوس آرام باختری شکل گرفت. این قلمرو از ۱۹۴۷ تا ۱۹۸۶ توسط ایالات متحده آمریکا مدیریت می‌شد.

## تاریخچه
نخستین کشور اروپایی که بر این منطقه ادعای مالکیت کرد پادشاهی اسپانیا بود. پس از آن امپراتوری استعماری آلمان مدعی مالکیت قلمرو تحت قیمومت جزایر اقیانوس آرام شد. این ادعاهای مالکیت، باعث درگیری میان این دو کشور شد. پس از شکست اسپانیا از آمریکا در جنگ آمریکا و اسپانیا در ۱۸۹۸، امپراتوری استعماری اسپانیا در ۱۸۹۹ آبخوست‌های این منطقه را به امپراتوری استعماری آلمان فروخت. در جنگ جهانی اول، امپراتوری ژاپن با گرفتن این منطقه از آلمان، کنترل آن را بدست گرفت. در ۲۸ ژوئن ۱۹۱۹ جامعه ملل رسماً حکمرانی قلمرو تحت قیمومت جزایر اقیانوس آرام را بر پایه پیمان ورسای با تصویب قیمومت اقیانوس آرام جنوبی به امپراتوری استعماری ژاپن واگذار کرد. در ۱۹۴۴ در هنگام جنگ جهانی دوم قلمرو تحت قیمومت جزایر اقیانوس آرام به دست آمریکا افتاد.
با تصویب قطعنامه ۲۱ شورای امنیت سازمان ملل متحد در ۱۸ ژوئیه ۱۹۴۷ قلمرو تحت قیمومت جزایر اقیانوس آرام به صورت یک قلمرو تحت قیمومت (امانتی) سازمان ملل متحد در آمد. در این قطعنامه، قلمرو تحت قیمومت جزایر اقیانوس آرام یک "منطقه راهبردی" خوانده شد. بند ۸۳ منشور ملل متحد می‌گوید که خروج این منطقه از قلمرو تحت قیمومت سازمان ملل متحد، تنها با تصویب شورای امنیت ممکن است و مانند دیگر قلمروهای تحت قیمومت سازمان ملل متحد با تصویب مجمع عمومی سازمان ملل متحد ممکن نیست. تا ۱۹۵۱ نیروی دریایی ایالات متحده آمریکا قلمرو تحت قیمومت جزایر اقیانوس آرام را با برقراری پایگاهی را در گوآم اداره می‌کرد. پس از آن اداره این منطقه به وزارت کشور ایالات متحده آمریکا واگذار شد. وزارت کشور ایالات متحده آمریکا این منطقه را از پایگاهی در سایپن مدیریت می‌کرد.

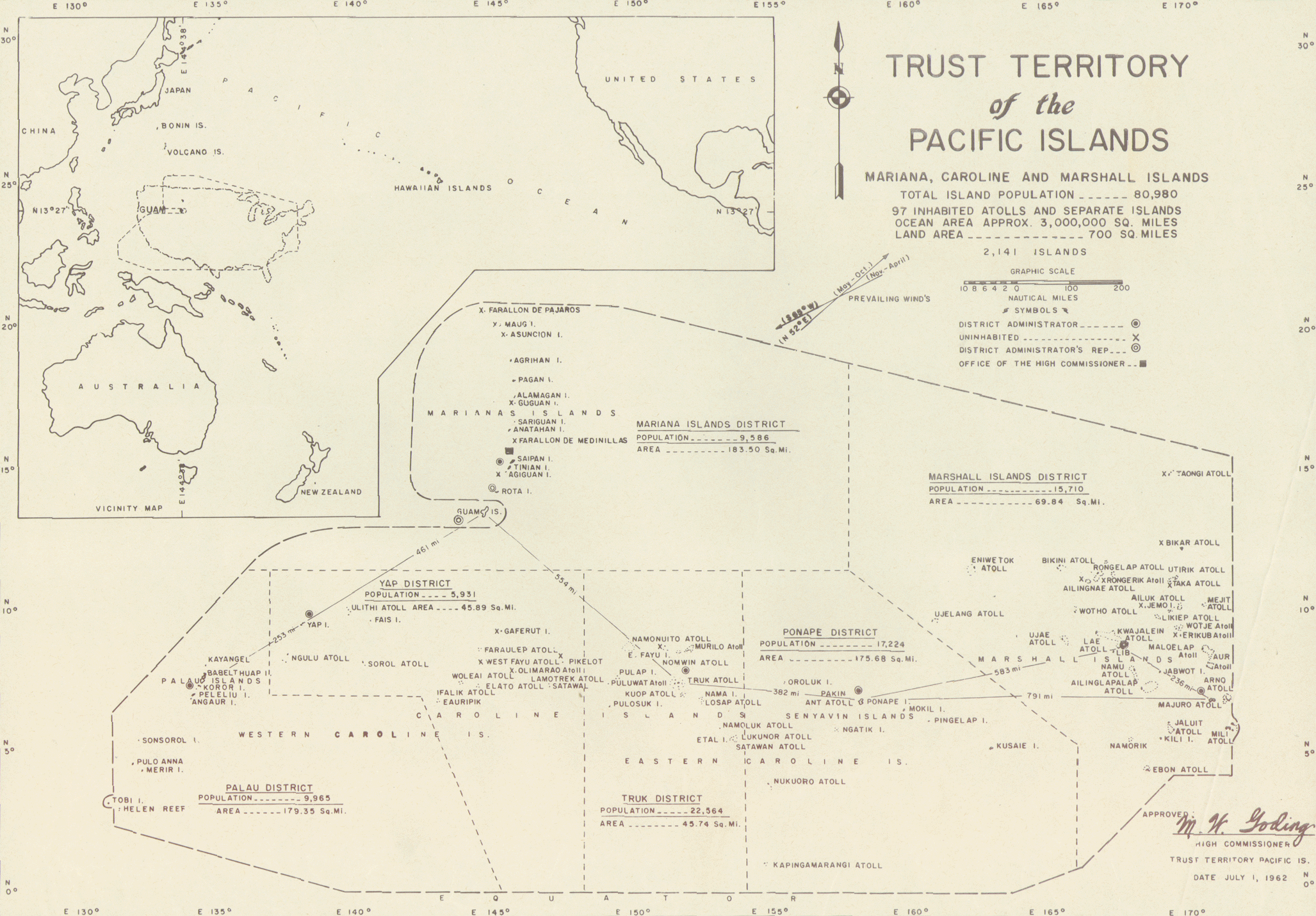
نقشه قلمرو تحت قیمومت جزایر اقیانوس آرام در سال ۱۹۶۱ (میلادی)

در ۱۹۷۱ کنگره میکرونزی مالیات بر درآمد وضع کرد. این مالیات، بیش از هر فرد دیگری بر خارجی‌هایی که در پایگاه‌های نظامی کار می‌کردند تأثیر گذاشت.
در ۲۱ اکتبر ۱۹۸۶ آمریکا به حکمرانی خود بر جزایر مارشال پایان داد. در ۳ نوامبر ۱۹۸۶ حکمرانی آمریکا بر چوک، یاپ، کوسرائی، پُناپه، و جزایر ماریانا پایان یافت. در ۲۲ دسامبر ۱۹۹۰ شورای امنیت سازمان ملل با تصویب قطعنامه ۶۸۳ شورای امنیت، منطقه‌های چوک یاپ، کوسرائی، پُناپه، و جزایر ماریانا را از فهرست قلمروهای تحت قیمومت خود خارج کرد. پس از آنکه در ۱ اکتبر ۱۹۹۴ آمریکا و پالائو با ایجاد استقلال دوم توافق کردند. در ۲۵ مه ۱۹۹۴ با تصویب قطعنامه ۹۵۶ شورای امنیت، منطقه پالائو، از فهرست قلمروهای تحت قیمومت سازمان ملل خارج شد.

## جغرافیا
در ۱۹۶۹، ۱۰۰ آبخوست با مساحت ۱٬۸۰۰ کیلومتر مربع (۶۹۰ مایل مربع) در منطقه دریایی به بزرگی ۷٬۸۰۰٬۰۰۰ کیلومتر مربع (۳٬۰۰۰٬۰۰۰ مایل مربع) جزء قلمرو تحت قیمومت جزایر اقیانوس آرام بودند. بزرگی منطقه دوم به اندازه سرزمین اصلی ایالات متحده آمریکا بود. بزرگی قلمرو تحت قیمومت جزایر اقیانوس آرام به همراه آب‌های آن، ٪۲ از اقیانوس آرام را می‌پوشاند.

## جمعیت‌شناسی
در نیمه دوم سده ۱۹ (میلادی) جمعیت قلمرو تحت قیمومت جزایر اقیانوس آرام ۲۰۰،۰۰۰ نفر بود. به خاطر مهاجرت، جنگ، و بیماری، جمعیت آن در سال ۱۹۶۹ به ۱۰۰،۰۰۰ نفر کاهش یافت. در آن هنگام این جمعیت در ۱۰۰ آبخوست از ۲،۱۴۱ آبخوست جزایر مارشال، جزایر ماریانا، و جزایر کارولین زندگی می‌کردند.
فرهنگ‌های گوناگونی در قلمرو تحت قیمومت جزایر اقیانوس آرام یافت می‌شوند. مردم آن به ۹ زبان از جمله چوکی‌ای، پوناپیایی، کوسرائیایی، مارشالی، پالائویی، یاپی‌ای، چامورو سخن می‌گویند. اگر چه این زبان‌ها در منطقه اقیانوس آرام پدید آمده‌اند اما نزدیکی بسیار کمی با یکدیگر دارند.
فاصله زیاد بین آبخوست‌ها، اقتصاد ضعیف، مانع‌های زبانی و فرهنگی، مانع از اتحاد این مردم شده‌است. شش مرکز ناحیه‌ای تبدیل به مکان‌های پرجمعیتی شدند که شامل راه‌های تخریب شده‌ای می‌شود که ژاپنی‌ها ساخته بودند. نیروی برق و وردو وسایل الکتریکی و الکترونیکی، موسیقی مدرن، و انحرافات باعث فاصله فرهنگی میان نسل جوان و پیر شده‌است. کسانی که باقی مانده‌اند در تلاش برای حفظ سبک زندگی خود و زیرساخت‌های موجود هستند.

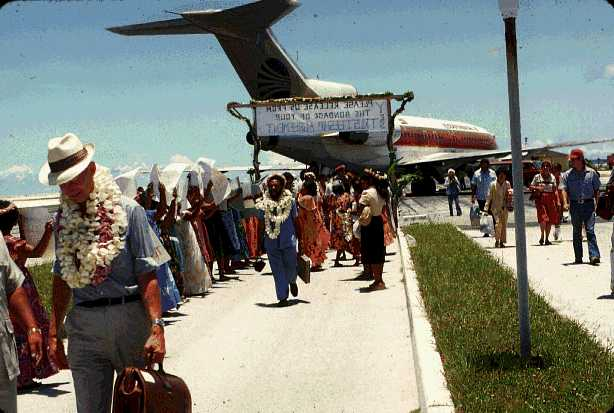
ورود بازرسان سازمان ملل متحد به ماجورو در ۱۹۷۸ (میلادی). روی تابلو نوشته شده: «خواهشمند است ما را از بند توافق تحت قیمومت (امانتی) خود برهانید.»

## آموزش و پرورش
در ۱۹۴۷ "مدرسه تربیت آموزگار جزایر ماریانا" که به همه منطقه‌ای قلمرو تحت قیمومت جزایر اقیانوس آرام خدمات می‌داد در گوآم باز شد. در سال ۱۹۴۸ این مدرسه به تالاب چوک منتقل شد تا بیشتر در مرکز قلمرو تحت قیمومت جزایر اقیانوس آرام قرار بگیرد. در آنجا نام این مدرسه به "مدرسه تربیت آموزگار جزایر اقیانوس آرام" تغییر یافت. همچنین از مدرسه تربیت آموزگار به مدرسه آموزش متوسطه فراگیر تغییر کاربری یافت. به دنبال این تغییر کاربری، نام آن به "مدرسه مرکزی جزایر اقیانوس آرام" تغییر یافت. در ۱۹۵۹ مدرسه مرکزی جزایر اقیانوس آرام به پُناپه جابجا شد. در آن هنگام این مدرسه یک موسسه آموزشی با دوره سه ساله برای دانش‌آموزان فارغ‌التحصیل از دوره راهنمایی تحصیلی بود. پس از آن "مدرسه مرکزی جزایر اقیانوس آرام" به "مدرسه مرکزی پُناپه" تغییر نام داد. امروز این مدرسه به دبیرستان بیلی اولتر شناخته می‌شود.
از اواخر دهه ۱۹۶۰ (میلادی) تا میانه دهه ۱۹۷۰ (میلادی) چندین دبیرستان در قلمرو تحت قیمومت جزایر اقیانوس آرام ساخته شده یا توسعه یافتند. مانند دبیرستان جالویت، دبیرستان کوسرائی، دبیرستان جزایر مارشال در ماجورو، دبیرستان پالائو، دبیرستان بیلی اولتر، و دبیرستان چوک (یا تروک). فرهنگستان حرفه‌ای میکرونزی در کورور کشور پالائو ساخته شد. در سال ۱۹۷۶ این فرهنگستان با فرهنگستان گروهی میکرونزی که کار خود را در ۱۹۶۹ آغاز کرد ادغام شد و فرهنگستان میکرونزی-اف‌اس‌ام (ایالات فدرال میکرونزی) پدید آمد.

## وضعیت کنونی
امروزه قلمرو تحت قیمومت جزایر اقیانوس آرام به چهار کشور مستقل تقسیم شده‌است:

### کشورهای مستقل در پیمان اتحادیه آزاد با آمریکا
کشورهای مستقل که با آمریکا پیمان اتحادیه آزاد امضا کرده‌اند:
جزایر مارشال: پدید آمده در ۱۹۷۹، اجرای پیمان اتحادیه آزاد در ۲۱ اکتبر ۱۹۸۶
ایالات فدرال میکرونزی: پدید آمده در ۱۹۷۹، اجرای پیمان اتحادیه آزاد در ۳ نوامبر ۱۹۸۶
پالائو: پدید آمده در ۱۹۸۱، اجرای پیمان اتحادیه آزاد در ۱ اکتبر ۱۹۸۶

### کشور همسود در اتحاد سیاسی با آمریکا
همسود جزایر ماریانای شمالی: قانون اساسی جدید آن به صورت محدود در ۱ ژانویه ۱۹۷۸ و به‌طور کامل در ۴ نوامبر ۱۹۶۸ اجرایی شد.ش